# East Balmain, New South Wales
East Balmain este o suburbie în Sydney, Australia.